# François Rastier
Ne doit pas être confondu avec Bruno Rastier.
François Rastier, né le 12 février 1945 à Toulouse est un sémanticien français, docteur en linguistique et directeur de recherche émérite au CNRS.
Il est l'auteur de nombreux ouvrages traduits pour certains en anglais, russe, arabe, espagnol ou italien.

## Parcours
Né à Toulouse en 1945, docteur en linguistique et directeur de recherche au CNRS, François Rastier est spécialiste de sémantique, discipline qu'il a contribué à étendre et redéfinir.
Le projet intellectuel de François Rastier se situe dans le cadre général d'une sémiotique des cultures. La « sémantique interprétative » peut être définie comme une « synthèse de seconde génération » de la sémantique structurale européenne.
Il dirige la revue électronique Texto!.

### Champ de recherche
Il s'intéresse particulièrement à l'interprétation du sens et à sa dimension cognitive.
Il a entrepris l'« élaboration d'une sémantique interprétative unifiée, du mot au texte, et étendue au corpus ». Elle se développe à la suite des travaux de Michel Bréal et de Ferdinand de Saussure, puis de Louis Hjelmslev, de Algirdas Julien Greimas, de Eugen Coşeriu, et de Bernard Pottier. Ses unités de base sont, entre autres, le sème et l'isotopie. Il s'inscrit en effet dans le sillage de son maître, Algirdas Julien Greimas, qui s'est efforcé dans les années 1960 d'« appliquer l'analyse des unités minimales de signification – les sèmes – à des unités prises en contexte, avec l'objectif de décrire des univers sémantiques ». Mais tandis qu'à cette époque de la linguistique, celle-ci se cantonnait à l'étude des unités de langue, sans dépasser les limites de la phrase, les recherches de François Rastier vont s'attacher à explorer une « linguistique du texte ». Dès ses premières recherches, il part du principe que les sèmes s'opposent, mais aussi se combinent entre eux. C'est là l'un des fondements de la « sémantique différentielle » qu'il contribue à fonder. Chez Rastier, une distinction fondamentale va s'établir entre sens et signification : « la signification est une propriété des signes », « le sens une propriété des textes » », écrit-il en 2001 dans Arts et sciences du texte. Dans La mesure et le grain. Sémantique de corpus, en 2011, il milite en faveur d'une « herméneutique des sorties logicielles » pour une meilleure interprétation des textes, des oeuvres et des corpus.
Outre son travail en sémantique, François Rastier a travaillé sur la littérature de l’extermination et le genre du témoignage,.

### Positions
François Rastier s'oppose, avec d'autres linguistes, à l'écriture inclusive jugée « excluante » et s'imposant « par la propagande ». Selon lui, l'écriture inclusive est liée à « l'idéologie managériale » et au « politiquement correct ». Il déclare : « aucun militant inclusiviste et décolonial n’a semblé s’inquiéter des tyrannies qui voilent les femmes, condamnent les homosexuels, ni même du récent « califat » qui vendait ses prisonnières comme esclaves et crucifiait aux carrefours les homosexuels qui avaient échappé à la défenestration ».
Il dénonce plus généralement les études de « genre » et de « race » à l'université. Il déclare à propos du discours contemporain sur le genre : « Sous couleur de vaincre le patriarcat (occidental), il s’attaque à la démocratie et à l’État de droit, ainsi qu’à la laïcité. Enfin, antisémitisme aidant, il légitime des programmes politiques destructeurs, en premier lieu celui de l’islamisme, tout aussi irrationnel, mais hélas beaucoup plus cohérent ». Il fait une intervention controversée, à l'ENS de Lyon sur la notion de « race » en sciences sociales.
Il intervient régulièrement sur le site « Perditions idéologiques ». Il participe à l'association loi de 1901 « Laboratoire d’Analyse des Idéologies Contemporaines » (LAIC) en lien avec le média en ligne « Observatoire du colonialisme et des idéologies identitaires »,. Il écrit notamment sur l'« influence islamiste » qu'il constate dans « les associations les plus diverses, sportives, féministes, sanitaires, voire de simples mutuelles ».

## Publications
- Idéologie et théorie des signes. Analyse structurale des Eléments d'idéologie d'Antoine-Louis-Claude Destutt de Tracy, La Haye/Paris, Mouton, 1972.
- Essais de sémiotique discursive, Paris, Mame, 1974. Réédition pdf. : http: //www.revue-texto.net
- L'isotopie sémantique, du mot au texte, thèse de doctorat d'État, Paris, Hachette, 1985.
- Sémantique interprétative, Paris, Presses universitaires de France, 1987 (en traduction russe, Dekom, Nijni-Novgorod ; espagnole, Siglo XXI, Mexico, 2005).
- Sens et textualité, Paris, Hachette, 1989 (traduction anglaise : Meaning and Textuality, Toronto University Press, 1997). Réédition française en format pdf. : http: //www.revue-texto.net puis aux éditions Lambert-Lucas, en 2016 avec une préface inédite.
- Sémantique interprétative, Paris, Presses universitaires de France, 1987, 2e éd. 1996,  (ISBN 978-2130474043).
- Sémantique interprétative, Paris, Presses universitaires de France, 1987, 3e éd. 2009,  (ISBN 978-2130574958).
- Sémantique et recherches cognitives, Paris, Presses universitaires de France, 1991, (seconde édition augmentée, 2001).
- Herméneutique : textes, sciences, Paris, Presses universitaires de France, 1998  (ISBN 2130486762).
- Arts et sciences du texte, Paris, Presses universitaires de France, 2001 (en traduction bulgare, Sofia, Lik ; italienne, Rome, Meltemi, rééd. Rome, Aracné, 2016 ; espagnole, Madrid, Biblioteca Nueva, 2012 ; arabe, Casablanca, Toubkal, 2010). (ISBN 978-2130519324).
- Ulysse à Auschwitz. Primo Levi, le survivant, Paris, Cerf, Coll. Passages, 2005 (traduit en espagnol, Barcelone, Reverso, 2005 ; rééd. Madrid, Casimiro, italien, Naples, Liguori, 2009). (ISBN 978-2204076173).
- La mesure et le grain. Sémantique de corpus, Paris, Champion, 2011  (ISBN 978-2745322302).
- Apprendre pour transmettre. L'éducation contre l'idéologie managériale, Paris, Presses universitaires de France,coll. Souffrance et théorie, 2013.
- Saussure au futur, Les Belles-Lettres/Encre Marine, 2015.
- Naufrage d'un prophète. Heidegger aujourd'hui, Paris, Presses universitaires de France, 2015  (ISBN 978-2-13-061948-2).
- Heidegger, messie antisémite: Ce que révèlent les cahiers noirs, Paris, Le Bord de l'Eau (coll. « Clair & Net »), 2018  (ISBN 978-2356875907).
- Faire sens. De la cognition à la culture, Paris, Classiques Garnier, 2018.
- Mondes à l'envers. De Chamfort à Samuel Beckett, Paris, Classiques Garnier, 2018.
- Exterminations et littérature : les témoignages inconcevables, Paris, PUF, 2019, 411 p. (ISBN 978-2130818939)

### Ouvrages dirigés et collaborations
- Sémiotique narrative et textuelle, Paris, Larousse, 1973
- Sémantique pour l'analyse (avec Marc Cavazza et Anne Abeillé), Paris, Masson, 1994 (traduit en anglais, Semantics for Descriptions, Chicago, Chicago University Press, 2002).  (ISBN 978-2225845376).
- L’analyse thématique des données textuelles : l’exemple des sentiments (sous la direction de François Rastier), Paris, Didier, 1995.
- Textes et sens (sous la direction de François Rastier), Paris, Didier/InaLF, 1996.
- Herméneutique : textes, sciences (avec J.-M. Salanskis et R. Scheps), Paris, Presses universitaires de France, 1997.
- Vocabulaire des sciences cognitives (sous la codirection de François Rastier), Paris, Presses universitaires de France, 1998 (traduit en italien, Rome, Riuniti ; espagnol, Amorrortu, anglais, Routledge).
- Une introduction aux sciences de la culture (sous la codirection de François Rastier et de Simon Bouquet), Paris, Presses universitaires de France, 2001.
- Academic Discourse : Interdisciplinary Approaches (sous la codirection de François Rastier et Kjersti Floettum), Oslo, Novus, 2003.
- La linguistique de corpus (collectif), Rennes, Presses universitaires de Rennes, 2005  (ISBN 978-2753500464).
- Écrire en langues - Littératures et plurilinguisme (en collaboration avec Olga Anokhina), Paris, Archives contemporaines, 2015
- De l'essence double du langage et le renouveau du saussurisme, Limoges, Lambert-Lucas, 2016. Première édition : De l’essence double du langage et le renouveau du saussurisme, Arena Romanistica, 12, 2013.
- Semiotica E Cultura : dos discursos aos universos construidos (sous la codirection de François Rastier et de Maria de Fatima Barbosa de M. Batista), Congresso Internacional de Semiotica e Cultura - Semicult Joao Pessoa, UFPB, 2015.
- « Entretien avec François Rastier », dans Hélène Tessier (dir.), Psychanalyse et théorie du sens. Jean Laplanche et la sémiotique), Préface de Christophe Dejours, Paris, PUF / Humensis, 2021,  (ISBN 978-2-13-083243-0), présentation [lire en ligne].
- « Topoï et interprétation », Études françaises, vol. 36, no 1,‎ 2000, p. 93-107 (lire en ligne).

### Éditions
- Hjelmslev, L., Essais linguistiques, Paris, Minuit, 1971.
- Hjelmslev, L., Nouveaux Essais, Paris, Presses universitaires de France, introduction (pp. 7-22) et notes, 1985
- Coseriu, E. L’Homme et son langage (avant-propos par François Rastier, en collaboration avec Hiltraud Dupuy-Engelhardt), Bibliothèque de l’Information grammaticale, Louvain, Peeters, 2001
- Plurilinguisme, interculturalité et emploi : défis pour l'Europe (édition, en collaboration avec François-Xavier d'Aligny, Astrid Guillaume, Babette Nieder), Paris, L’Harmattan, 2009

### Dossiers et numéros de revue dirigés
- Sémantique et Intelligence artificielle, Langages, 87 (numéro dirigé par François Rastier), 1987.
- Le sémiotique, Intellectica, 23 (dossier codirigé par François Rastier), 1996.
- Corpus en Lettres et Sciences sociales — Des documents numériques à l’interprétation (sous la codirection de François Rastier et de Michel Ballabriga), Texto ! — Textes et cultures (pour l’édition numérique) et CALS-Presses universitaires du Mirail (pour l’édition papier), 2007.

### Articles et numéros spéciaux
- Sciences du langage et recherche cognitive, Histoire, Epistémologie, Langage, XI, 1, 1989.
- Semiosis, nouvelle série, I, 2, 1997 (dossier de huit articles traduits en castillan).
- Sens et Action, Anthropologie et sémiotique des cultures, Journal des Anthropologues, 2001 (en collaboration avec Jean-Pierre Caprile et André-Marie Despringre).